# Pampagyps imperator
Pampagyps imperator är en utdöd fågel i familjen nya världens gamar inom ordningen hökfåglar som förekom under sen pleistocen eller tidig holocen i Sydamerika. Den beskrevs 2015 utifrån en högertars funnen vid lokalen “Cantera Nicolás Vignogna III” i Marcos Paz i argentinska provinsen Buenos Aires. Fågeln var jämnstor med arter i släktena Geronogyps och Gymnogyps, men mindre än Vultur.